# Agonopterix nodiflorella
Agonopterix nodiflorella is een vlinder uit de familie grasmineermotten (Elachistidae). De wetenschappelijke naam is voor het eerst geldig gepubliceerd in 1866 door Millière.
De soort komt voor in Europa.